# Jasmin Gerat
Jasmin Gerat   (Berlín, 25 de desembre de 1978) és una actriu i presentadora de televisió alemanya. Filla de pare turc i mare alemanya,. el 1994 va guanyar el concurs femení de la revista Bravo. El 1995 va quedar segona en el concurs de models The Look of the Year. Va començar en la televisió alemanya, presentant Heart Attack, Bravo TV i Chartbreaker.

## Filmografia
- Die große Liebe (1997)
- SK-Criatures – Partyline (1998)
- Küstenwache (2000–2005)
- I love you Baby (2000)
- Marokko und der beste Mensch der Welt (2001)
- SK Kölsch – Dau letzte Runde (2002)
- Der Bulle von Tölz – Strahlende Schönheit (2003)
- SOKO Köln (2003)
- Zwischen Liebe und Tod (2004)
- Nachtschicht – Vatertag (2004)
- Mädchen, Mädchen 2 – Golfes oder Liebe (Giros on top 2) (2004)
- Dau Mandantin (2005)
- Alarma für Cobra 11 – Lauras Entscheidung (2006)
- Mord auf Rezept (2006)
- Zweiohrküken (2009)
- Kokowääh (2011)
- Mann tut Era Mann kann (2012)
- Kokowääh 2 (2013)
- Nicht mein Tag (2014)
- Dau letzte Esperó (2016)